# ホングウシダ科
ホングウシダ科（ホングウシダか、Lindsaeaceae）は薄嚢シダ類の科の1つである。世界中の熱帯から温帯にかけて約200種が知られる。

## 形態
生活型は多年生の常緑性草本で、多くが地上生であるが、稀に岩上生や樹上性、沼生のものも存在する。
根茎は細く、不規則に分岐しながら匍匐する。短く匍匐するものと蔓状になるものがある。根茎や葉柄基部には赤褐色で非格子状の幅の狭い鱗片、または毛を生じる。鱗片上部は細胞が一列になり、多細胞毛と同じ形態になる。中心柱は、ホングウシダ型原生中心柱（Lindsaea-type protostele）と呼ばれる、木部の内側に篩部のある原生中心柱を持つ。稀に管状中心柱を持つものも存在する。背腹性のあるものとないものがある。
根は外皮層が厚壁性、内皮層は6細胞層からなる。
葉は普通、胞子葉と栄養葉が同形であるが、ごく稀に二形のものもある。葉身は1–3回羽状複葉で、更に切れ込む場合もある。ゴザダケシダ属では葉身は1回羽状複生であるが、ホラシノブ属では2–4回羽状複葉となる。羽状複生する頂羽片と少数の側羽片を持つものや、単葉のものも知られる。羽片や小羽片の下半分の中軸寄りの部分は発達しないことが多く、中肋のない場合もある。
葉は多くの種では無毛。葉軸の向軸側に溝があり、羽軸に流れ込む。葉脈は分岐し、ふつう遊離するか、稀に疎らに結合して遊離小脈のない網状になるものもある。革質で光沢がある。
葉柄の断面には1本の維管束があり、向軸側に溝がある。エダウチホングウシダ属の葉柄は長いが、ホングウシダ属では短く、葉身の長さの1/4以下。
胞子嚢群は葉裏の辺縁またはその近くに生じ、包膜がある。ホングウシダ科のもつ、隣り合う胞子嚢群が2個融合したものは複胞子嚢群といわれる。包膜は下側で葉面に付着し、辺縁に向かって開口する。包膜は胞子嚢群の長さに応じて長くなる。胞子嚢床には側糸を生じる。エダウチホングウシダ属やホングウシダ属では、胞子嚢群は多くが3本以上の脈端を連ねてつき、包膜は線形から長楕円形である。ゴザダケシダ属やホラシノブ属では、胞子嚢群が連ねる脈端の数は少なく、2本以下で、包膜は下側と側面で葉面に付着し、ポケット状をなす。
1胞子嚢あたりの胞子数は32個または64個。有性生殖を行いながら32個の胞子を産生する例が知られている。無融合生殖をするものは知られていない。エダウチホングウシダ属など、多くは胞子が四面体形で三溝であるが、ホングウシダ属では二面体形で単溝である。
配偶体は葉緑体を持ち、ほぼ左右対称の心臓形で無毛の前葉体である。

## 細胞遺伝学と生化学
染色体基本数は様々で、x = 34, 38, 39, 44, 47–51 などの報告がある。属ごとに葉、エダウチホングウシダ属ではx = 34, 42, 44, 47、ホングウシダ属ではx = 47、ホラシノブ属は x = 47, 48, 49 と知られる。ゴザダケシダ属ではn ≈ 120, 150, 2n ≈ 300 のような報告があるが、正確な数や基本数は不明である。
ホングウシダ属の葉にはクマリンが含まれ、葉を乾かすと強い芳香がある。

## 分布と生育環境

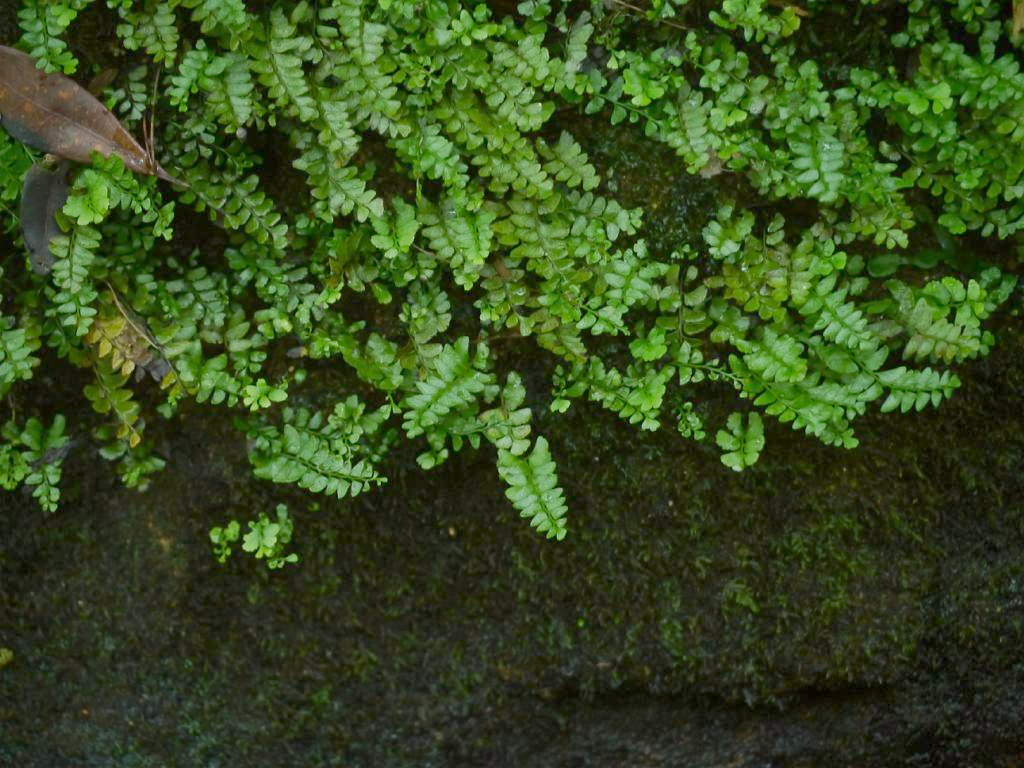
渓流沿いの岩上に生育するサイゴクホングウシダ 。

ホングウシダ科は世界中の亜熱帯から熱帯にかけて分布する。
ホラシノブ属 Odontosoria は熱帯を中心に分布する。特に、ホラシノブ Odontosoria chinensis はアフリカ、マダガスカルからソロモン諸島などポリネシアまでの旧世界の熱帯から亜熱帯にかけて広く分布し、山地の日当たりの良い場所に生息する。スフェノメリス属 Sphenomeris は新大陸に産する。
ゴザダケシダ属はアジアからオーストラリアにかけて20種が分布し、日本にはゴザダケシダ Tapeinidium pinnatum 1種が分布する。
渓流沿い植物として生活するものも知られ、東アジアに分布するサイゴクホングウシダ Osmolindsaea japonica や、西表島と石垣島に固有であるヒメホラシノブ Odontosoria gracilis、奄美大島に固有のコビトホラシノブ Odontosoria minutula などが挙げられる。
ハマホラシノブ Odontosoria biflora は海岸の岩壁に生え、葉質が厚くなる海浜植物である。

## 系統と分類
|  | ヒカゲノカズラ科 ミズニラ科 イワヒバ科 種子植物 トクサ科 マツバラン科 ハナヤスリ科 リュウビンタイ科 ゼンマイ科 コケシノブ科 マトニア科 ヤブレガサウラボシ科 ウラジロ科 カニクサ科 フサシダ科 アネミア科 サンショウモ科 デンジソウ科 チルソプテリス科 ロクソマ科 クルキタ科 キジノオシダ科 タカワラビ科 メタキシア科 ディクソニア科 ヘゴ科 サッコロマ科 キストディウム科 ロンキティス科 ホングウシダ科 イノモトソウ科 コバノイシカグマ科 ナヨシダ科 ヌリワラビ科 イワヤシダ科 デスモフレビウム科 ヘミディクティウム科 チャセンシダ科 イワデンダ科 コウヤワラビ科 シシガシラ科 メシダ科 ヒメシダ科 ディディモクラエナ科 キンモウワラビ科 オシダ科 タマシダ科 ツルキジノオ科 ナナバケシダ科 ツルシダ科 シノブ科 ウラボシ科 |

ウラボシ目の最基部で分岐した系統の一つであり、ロンキティス科と姉妹群をなす。かつてはシノブ科に含まれていたが、秦仁昌によって独立の科とされ、細胞学、分子系統学による研究でも追認された。なお、ホングウシダの名は愛知県犬山市の本宮山に因むが、本宮山には分布せず、実際はカミガモシダ Asplenium oligophlebium（チャセンシダ科）であったとされる。
ロンキティス属 Lonchitis L. と キストディウム属 Cystodium J.Sm は、Smith et al. (2006) の分類体系ではホングウシダ科に含まれていたが、PPG I (2016) などではそれぞれロンキティス科 Lonchitidaceae Doweld とキストディウム科 Cystodiaceae J.R.Croft として独立させられている。3科は合わせてホングウシダ亜目 Lindsaeineae Lehtonen & Tuomisto を構成する。
|  | キストディウム科 Cystodiaceae                                                                 |
|  |                                                                                               |
|  | \| \| ロンキティス科 Lonchitidaceae \| \| \| \| \| \| ホングウシダ科 Lindsaeaceae \| \| \| \| |
|  |                                                                                               |
|  | ロンキティス科 Lonchitidaceae                                                                 |
|  |                                                                                               |
|  | ホングウシダ科 Lindsaeaceae                                                                   |
|  |                                                                                               |

|  | ロンキティス科 Lonchitidaceae |
|  |                               |
|  | ホングウシダ科 Lindsaeaceae   |
|  |                               |

### 下位分類
7属が認められており、日本には4属19種が分布する。かつてスイスの植物学者、Kramer (1972) によって世界中の種が詳細に研究され、2属23節が認識されたが、分子系統解析には支持されなかった。
エダウチホングウシダ属 Lindsaea はかつてはホングウシダ属と呼ばれホングウシダなどが含まれていたが、分子系統解析の結果ホングウシダ属 Osmolindsaea が独立させられた。Xyropteris は Xyropteris stortii 1種のみの単型属である。また、ホラシノブ Odontosoria chinensis かつてスフェノメリス属 Sphenomeris に含まれ、この属がホラシノブ属と呼ばれた。
以下、PPG I 分類体系に基づく属を示す。
ホングウシダ科 Lindsaeaceae C.Presl ex M.R.Schomb. (1849)
- エダウチホングウシダ属 Lindsaea Dryand. ex Sm. 約180種[15]
- Nesolindsaea Lehtonen & Christenh.：2種[15]
- ホラシノブ属 Odontosoria Fée：約23種[15]
- ホングウシダ属（サイゴクホングウシダ属） Osmolindsaea (K.U.Kramer) Lehtonen & Christenh.：約7種[15]
- スフェノメリス属 Sphenomeris Maxon 3種[15]
- ゴザダケシダ属 Tapeinidium (C.Presl) C.Chr.：18種[15]
- Xyropteris K.U.Kramer:1種[15]

Nitta et al. (2022) による分子系統樹を示す。Xyropteris は分子データがなく含まれていない。

|  | ホングウシダ属 Osmolindsaea                                                 |
|  |                                                                             |
|  | \| \| ゴザダケシダ属 Tapeinidium \| \| \| \| \| \| Nesolindsaea \| \| \| \| |
|  |                                                                             |
|  | ゴザダケシダ属 Tapeinidium                                                  |
|  |                                                                             |
|  | Nesolindsaea                                                                |
|  |                                                                             |

|  | ゴザダケシダ属 Tapeinidium |
|  |                            |
|  | Nesolindsaea               |
|  |                            |

|  | ホラシノブ属 Odontosoria        |
|  |                                 |
|  | エダウチホングウシダ属 Lindsaea |
|  |                                 |

|  | ホングウシダ属 Osmolindsaea                                                 |
|  |                                                                             |
|  | \| \| ゴザダケシダ属 Tapeinidium \| \| \| \| \| \| Nesolindsaea \| \| \| \| |
|  |                                                                             |
|  | ゴザダケシダ属 Tapeinidium                                                  |
|  |                                                                             |
|  | Nesolindsaea                                                                |
|  |                                                                             |

|  | ゴザダケシダ属 Tapeinidium |
|  |                            |
|  | Nesolindsaea               |
|  |                            |

|  | ホラシノブ属 Odontosoria        |
|  |                                 |
|  | エダウチホングウシダ属 Lindsaea |
|  |                                 |

|  | ホングウシダ属 Osmolindsaea                                                 |
|  |                                                                             |
|  | \| \| ゴザダケシダ属 Tapeinidium \| \| \| \| \| \| Nesolindsaea \| \| \| \| |
|  |                                                                             |
|  | ゴザダケシダ属 Tapeinidium                                                  |
|  |                                                                             |
|  | Nesolindsaea                                                                |
|  |                                                                             |

|  | ゴザダケシダ属 Tapeinidium |
|  |                            |
|  | Nesolindsaea               |
|  |                            |

|  | ホラシノブ属 Odontosoria        |
|  |                                 |
|  | エダウチホングウシダ属 Lindsaea |
|  |                                 |

|  | ホングウシダ属 Osmolindsaea                                                 |
|  |                                                                             |
|  | \| \| ゴザダケシダ属 Tapeinidium \| \| \| \| \| \| Nesolindsaea \| \| \| \| |
|  |                                                                             |
|  | ゴザダケシダ属 Tapeinidium                                                  |
|  |                                                                             |
|  | Nesolindsaea                                                                |
|  |                                                                             |

|  | ゴザダケシダ属 Tapeinidium |
|  |                            |
|  | Nesolindsaea               |
|  |                            |

|  | ホラシノブ属 Odontosoria        |
|  |                                 |
|  | エダウチホングウシダ属 Lindsaea |
|  |                                 |

また、イヌイノモトソウ Lindsaea ensifolia とホラシノブの間には属間雑種 ×Lindsaeosoria flynnii W.H.Wagner が知られている。

### 化石記録
約9900万年前の前期白亜紀に最古の化石記録が知られる。ミャンマーから得られた前期白亜紀アルビアンの琥珀から本科の大型化石の報告がある。
同じくミャンマーから産出した白亜紀中期セノマニアンの琥珀から得られた本科の化石は Proodontosoria myanmarensis Li & Moran として記載されている。

## 人間との関係
ホラシノブは中国雲南省南部では薬用とされ、「起死回生」の効果や解毒作用があるとして蜢蚱参（）と呼ばれ民間薬となる。